# Говора
Монастырь Говора — действующий монастырь Румынской православной церкви, имевший первостепенное значение для существования славянской письменности в Дунайских княжествах в эпоху до Просвещения.
Хрисовул от 27 сентября 1485 года — древнейший сохранившийся письменный текст, удостоверяющий существование монастыря. Это значит, он был построен во времена правления Влада Дракулы. Однако есть археологические данные о том, что здесь могло быть более старое здание времен Мирчи Старого.
Название монастыря не оспаривается даже среди румынских лингвистов, и означает оно то, что понимается по-русски.
Матей Басараб установил в 1637 году в монастыре вторую в истории Валахии типографию (после привезенной в начале XVI в. из Черногории в Тырговиште), которая была привезена из Киева (подарок от Петра Могилы). В 1640 году монахи Милетий Македонский и Стефан Охридский напечатали в монастырской типографии «Правила говора», которые на самом деле являются — Кормчая книга. 
В монастырской церкви хранится старейшее сохранившееся изображение Константина Брынковяну.